# 피터 윙필드
피터 윙필드(Peter Wingfield, 1962년 10월 5일 ~ )는 웨일스의 배우이다.

## 출연 작품
- 10,000 데이즈 (2014)
- 우주 전쟁: 걸라이어스 (2012)
- 햄릿(영어판) (2011)
- 스톤핸지 아포칼립스 (2010)
- 리버월드 (2010)
- 카프리카 (2010)
- 생츄어리 시즌1 (2008)
- 라스트 씬 이터 (2007)
- 하이랜더 5 (2007)
- 위트와 슬라이 2 (2004)
- 캣우먼 (2004)
- 엑스맨 2 - 엑스투 (2003)
- 미라클 오브 더 카드 (2001)
- 할로윈타운 2 (2001)
- 엔드 오브 게임 (2000)
- 홀비시티 시즌1 (1999)
- 콜드 스쿼드 (1998)
- 비밀의 그림 (1994)
- 하이랜더 - TV 시리즈 (1992)